# Dolmen de la Frise
Le dolmen de la Frise est situé à Corpe, dans le département français de la Vendée.

## Protection
L'édifice est inscrit au titre des monuments historiques par arrêté du 12 février 1984.

## Description
Le dolmen est à l'état de ruines : il n'en subsiste que trois petits blocs dont deux comportent des trous de mine témoignant de leur destruction à l'explosif. Un quatrième bloc et une table de couverture précédemment reconnus sont désormais disparus.
Un site du Néolithique a été prospecté à proximité du dolmen, au lieu-dit l'Étau. Il comportait une abondante série de flèches tranchantes de type Sublaines.